# ソリッドソニック
ソリッドソニック株式会社は、音響機器や音響システムの研究、開発、設計等を行う日本の会社。世の中の 『聴こえ』 に関する 問題解決に取り組み、人々が人生をより豊かに楽しむことの出来る世界の実現に貢献することをミッションとしている。

## 沿革
- 2008年3月 ソリッドソニック合同会社として田中哲廣により設立[1]。
- 2011年7月 骨伝導イヤホンの保持構造に関する特許取得（特許第4772930）。
- 2017年6月 Makuake にて「Vibone」のクラウドファンディングに成功[2]。
- 2017年11月 骨伝導振動子の構造・製造方法に関する特許取得。
- 2019年3月 Makuakeにて「Vibone Nezu」のクラウドファンディングに成功[3]。
- 2020年2月 代表取締役を久保貴弘に変更。
- 2020年5月 合同会社から株式会社への組織変更。
- 2022年3月 KibidangoとGREEN FUNDINGにて「Vibone nezu HYPER」クラウドファンディング開始[4]。

## 製品

### Vibone
Vibone（バイボーン）。『聴こえなかった人、聴けなかった人』が『聴こえる、聴ける』がコンセプト。気導音を利用した従来のイヤホンでは音が聴こえなかった、または聞き取りにくかった人を対象としたユニバーサルデザインの骨伝導イヤホン。プロダクトデザインはガモウプロダクトデザインスタジオ。ターコイズブルー、ディープグレーの2色展開で、Makuakeで資金調達成功。

### Vibone Nezu
Vibone Nezu（バイボーン ネズ）は、Viboneの弱点と言われた出力不足（最大音量が小さい）を解消するとともに、 片耳のみ聴こえにくい方にあわせて左右別々に音量調節機能を搭載したモデル。ホワイト、グレーの2色展開。

### Vibone nezu HYPER
Vibone nezu HYPER（バイボーン ネズ ハイパー）。Vibone Nezuと比較して、最大音量（振動）を30倍に増強したモデル。ホワイト、ブラックの2色展開。